# Кронье, Жак
Жак Кронье (африк. Jacques Cronjé; род. 4 августа 1982, Клерксдорп, Северо-Западная провинция) — южноафриканский регбист, выступавший на позиции нападающего второй и третьей линий. Брат регбиста Гео Кронье, игрока клуба «Лайонз» и сборной ЮАР.

## Игровая карьера
Уроженец Клерксдорпа (Северо-Западная провинция ЮАР). Окончил Преторийский университет. Дебютировал в регби в 2001 году в команде «Блю Буллз» матчем против «Бордер Буллдогз» в Кубке Карри. В 2003 году дебютировал в Супер 13 за «Буллз» в игре против «Лайонз»; также играл в 2007 году за команду «Лайонз» в Супер Регби и Кубке Карри. С августа 2007 по 2009 годы выступал за «Биарриц Олимпик», в 2009—2015 годах — игрок «Расинга». Карьеру завершил по окончании сезона 2014/2015, не сыграв в последнем сезоне ни минуты и не оправившись до конца от операции, перенесённой в августе 2014 года.
За свою карьеру Кронье отметился пятью жёлтыми карточками, однако также получал послематчевые дисквалификации: в сезоне 2010/2011 был дисквалифицирован на 20 дней за то, что наступил на игрока противника в матче с «Тулоном», вследствие чего пропустил матч против «Эдинбурга» в Кубке Хейнекен и два матча Топ-14.
В 2002 году в составе сборной ЮАР до 21 года играл на домашнем чемпионате мира в Йоханнесбурге и стал чемпионом мира. За основную сборную ЮАР дебютировал 12 июня 2004 года в матче против Ирландии в Блумфонтейне (стадион «Фри Стейт»), в игре против «Пасифик Айлендерс» 17 июля того же года в Госфорде занёс свою первую попытку. В 2007 году вызывался для подготовки к Кубку трёх наций. 15 августа 2007 года провёл последний матч за ЮАР против Намибии; из окончательной заявки ЮАР на чемпионат мира во Франции был исключён и больше в сборной не играл. Всего сыграл 32 матча, набрал 20 очков благодаря четырём попыткам.

## Тренерская карьера
С июня 2018 года был тренером нападающих клуба «Биарриц Олимпик» в сезоне 2018/2019, заняв с командой 7-е место в Про Д2.

## Стиль игры
В составе «Буллз» Кронье был одним из самых физически сильных игроков (жим лёжа в 170 кг), отличался высокой скоростью и отличной игрой в пас.

## Достижения
- Обладатель Кубка Карри: 2003, 2004, 2006
- Чемпион мира среди команд до 21 года: 2002